# Arnstedt (Adelsgeschlecht)

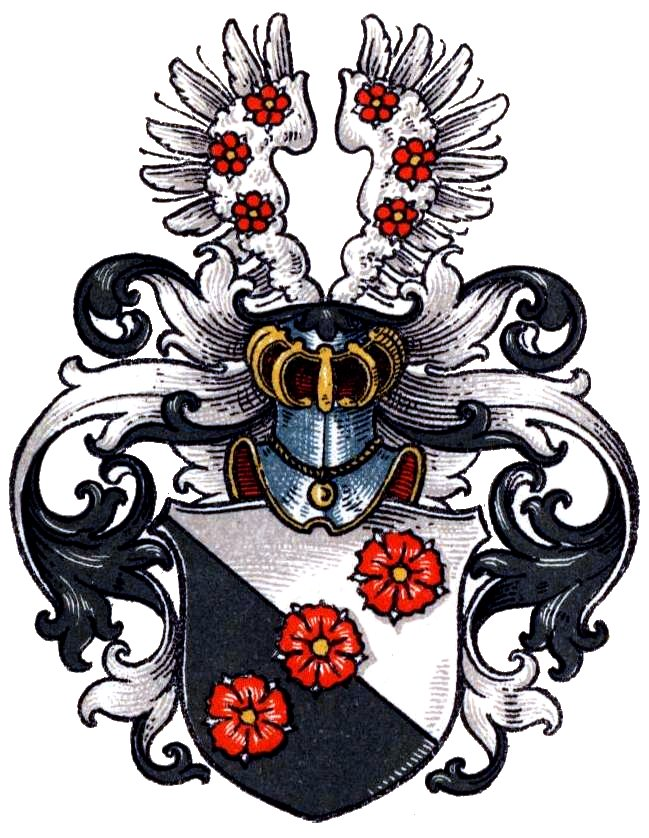
Wappen derer von Arnstedt

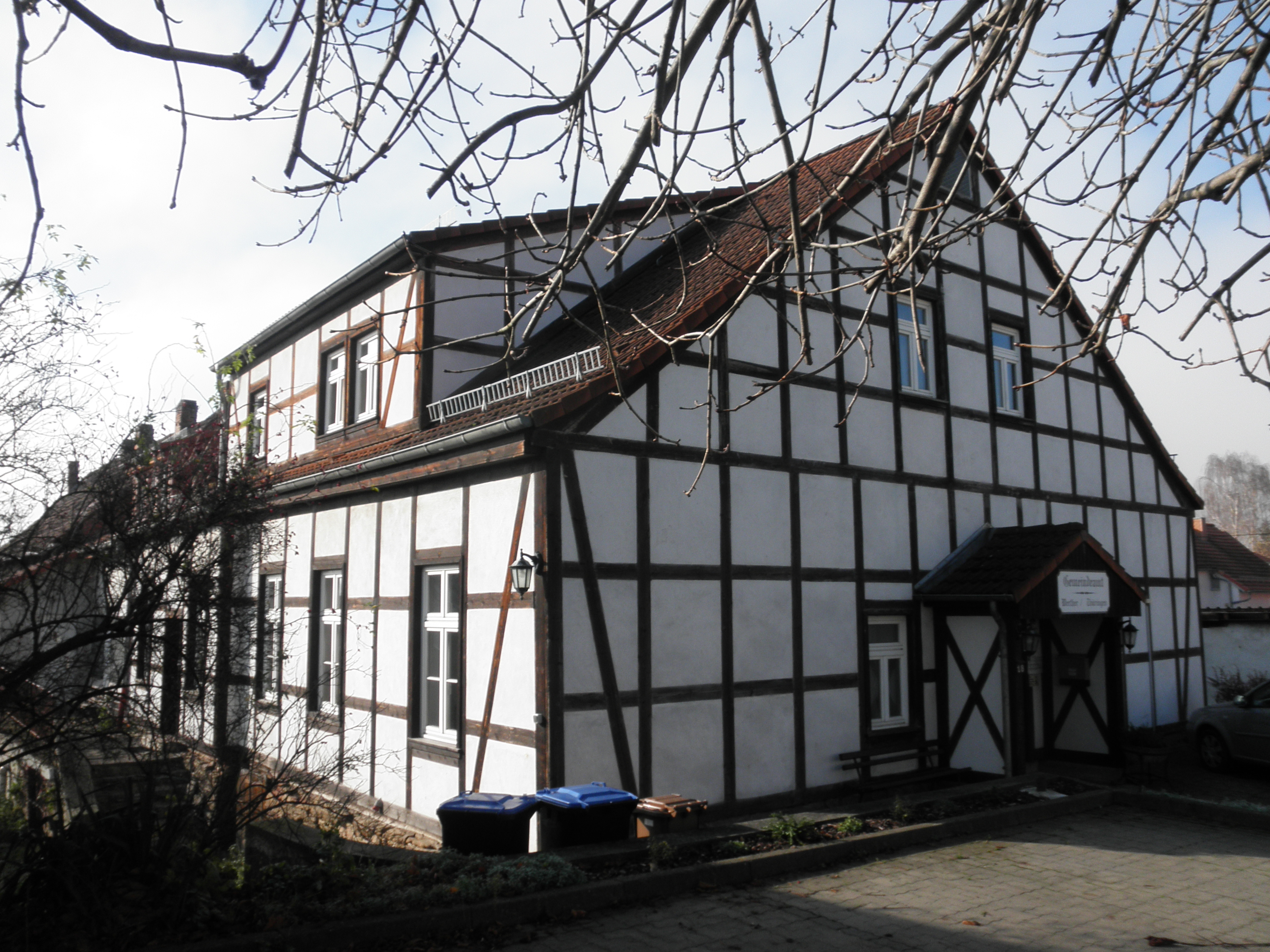
Gutshaus in Großwerther (jetzt Gemeindeverwaltung) (2013)

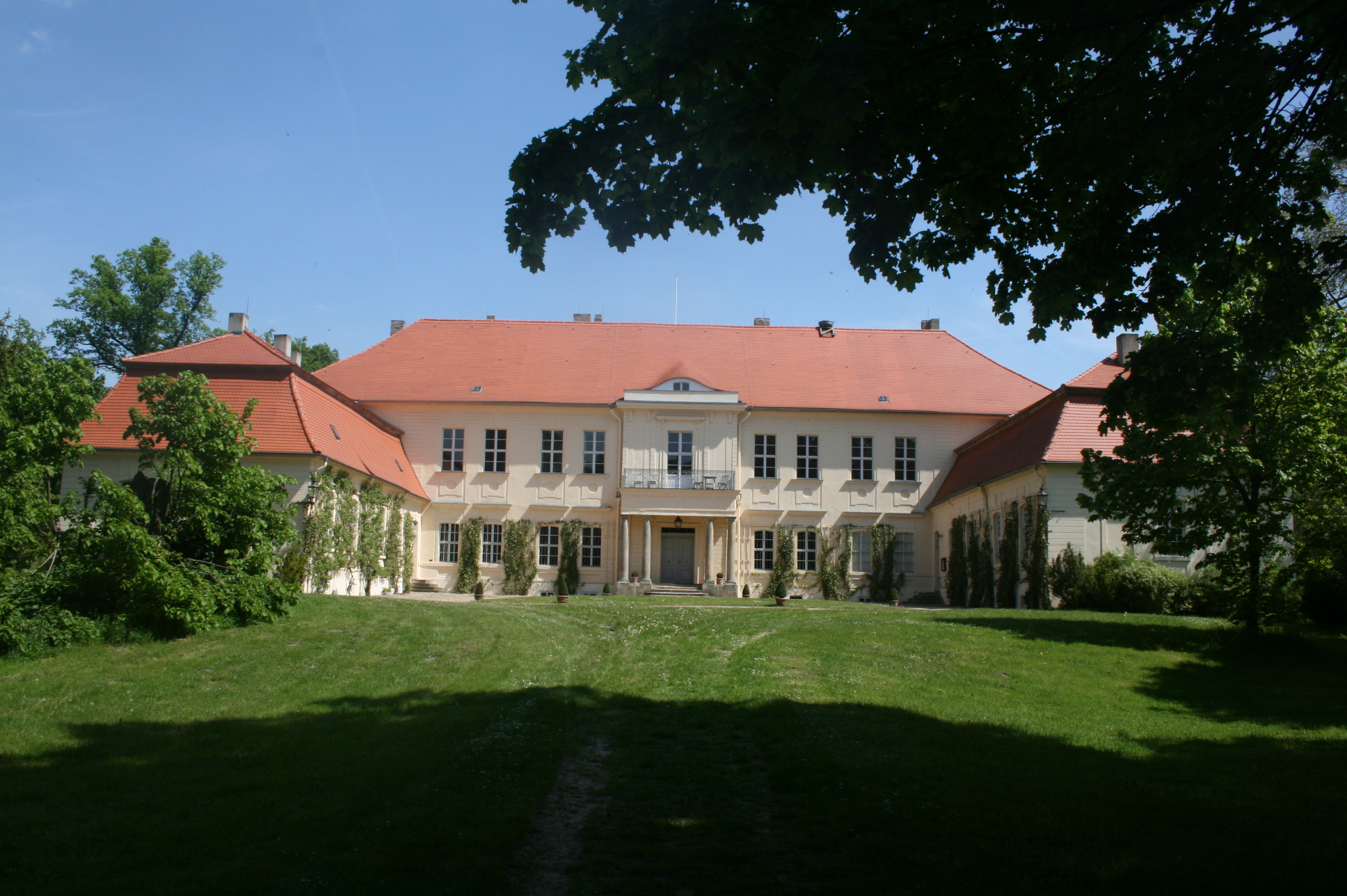
Schloss Hoppenrade. Brandenburg (Ruppin) (2008)

Arnstedt ist der Name eines edelfreien Uradelsgeschlechts der Grafschaft Mansfeld mit gleichnamigem Stammhaus.

## Geschichte
Das Geschlecht wird mit Walterus de Arnstede 1145 erstmals urkundlich erwähnt. Die Stammreihe beginnt mit Johannes von Arnstedt auf Demker 1335 und 1337.
1788 kommen die brandenburgischen Güter Schloss Löwenberg und Schloss Hoppenrade von der Familie von Bredow an die Familie von Arnstedt, durch die von Theodor Fontane als die Krautentochter in seinem Buch Fünf Schlösser beschriebene skandalöse Charlotte von Kraut, verehlichte von Arnstedt.
Die Arnstedt konnten nicht viele Güter halten, so gelang der 2743 ha umfangreiche Gutsbesitz um Groß Kreutz mit Hackenhausen im Kreis Zauch-Belzig später an die Familie von der Marwitz. Zuletzt über mehrere Generation in der Hand des Adelsgeschlechts, mindestens bis 1918/1919 war Gut Großwerther mit Nebengut Großwechsungen, bei Nordhausen am Harz.

## Wappen
Das Wappen zeigt in von Silber und Schwarz schrägrechts geteilten Schild drei schräglinks liegende rote Rosen. Auf dem Helm mit schwarz-silbernen Decken ein offener, wie der Schild bezeichneter Flug.

Wappen derer von Arnstedt
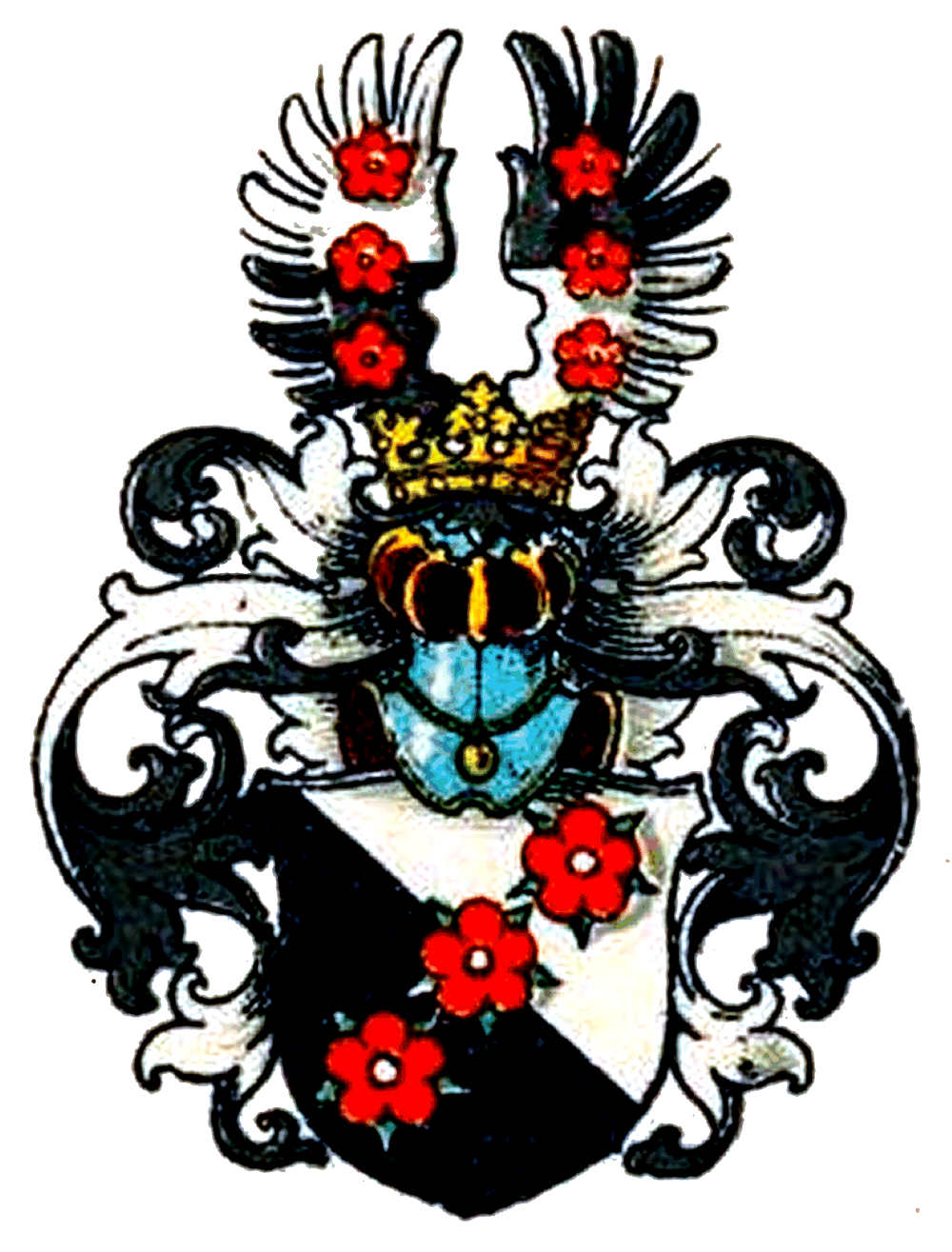
Arnstedt-Wappen bei Hildebrandt
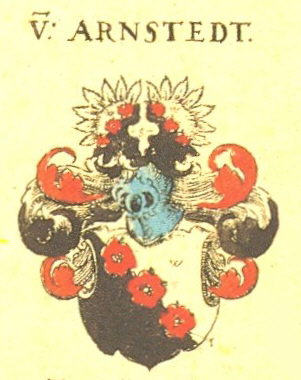
Arnstedt-Wappen in Siebmachers Wappenbuch von 1605

## Angehörige
- Friedrich von Arnstedt (1548–1608), Domherr in Magdeburg
- Hieronymus Brand von Arnstedt (1595–1636), Domherr in Halberstadt
- Johann Georg von Arnstedt († 1629), Domherr in Naumburg
- Erasmus Christian von Arnstedt (1628–1706), Gutsbesitzer und Domdechant in Magdeburg
- Georg Levin von Arnstedt, Domherr zu Magdeburg, ⚭ 1659 mit Catharina von Veltheim[3]
- Jost Friedrich von Arnstedt (1670–1711), königlich-polnischer und kurfürstlich-sächsischer Generalmajor, wirklicher Geheimer Kriegsrat und Gesandter in Russland
- Moritz Heinrich von Arnstedt (1679–1752), königlich-polnischer und kurfürstlich-sächsischer Generalleutnant, Bruder des Vorigen
- Adam Friedrich von Arnstedt (1711–1778), preußischer Oberst
- Christian Heinrich Wilhelm von Arnstedt (1713–1785), preußischer Oberst und Kommandeur des Kürassier-Regiment Nr. 2, Hofmarschall des Kronprinzen Friedrich Wilhelm
- Carl Adrian von Arnstedt (1716–1800), preußischer Geheimrat, Direktor der hohnsteinschen Kammerdeputation und Ständedirektor der Grafschaft Hohnstein
- Christian Friedrich von Arnstedt (1737–1817), Landrat in Oberschlesien
- Carl Anton von Arnstedt (1751–1822), Stiftshauptmann in Quedlinburg
- Friedrich Adrian von Arnstedt (1770–1833), Abgeordneter der Reichsstände des Königreichs Westphalen
- Oskar von Arnstedt (1840–1914), Regierungspräsident des Regierungsbezirks Minden